# Gebr. Teeuwen

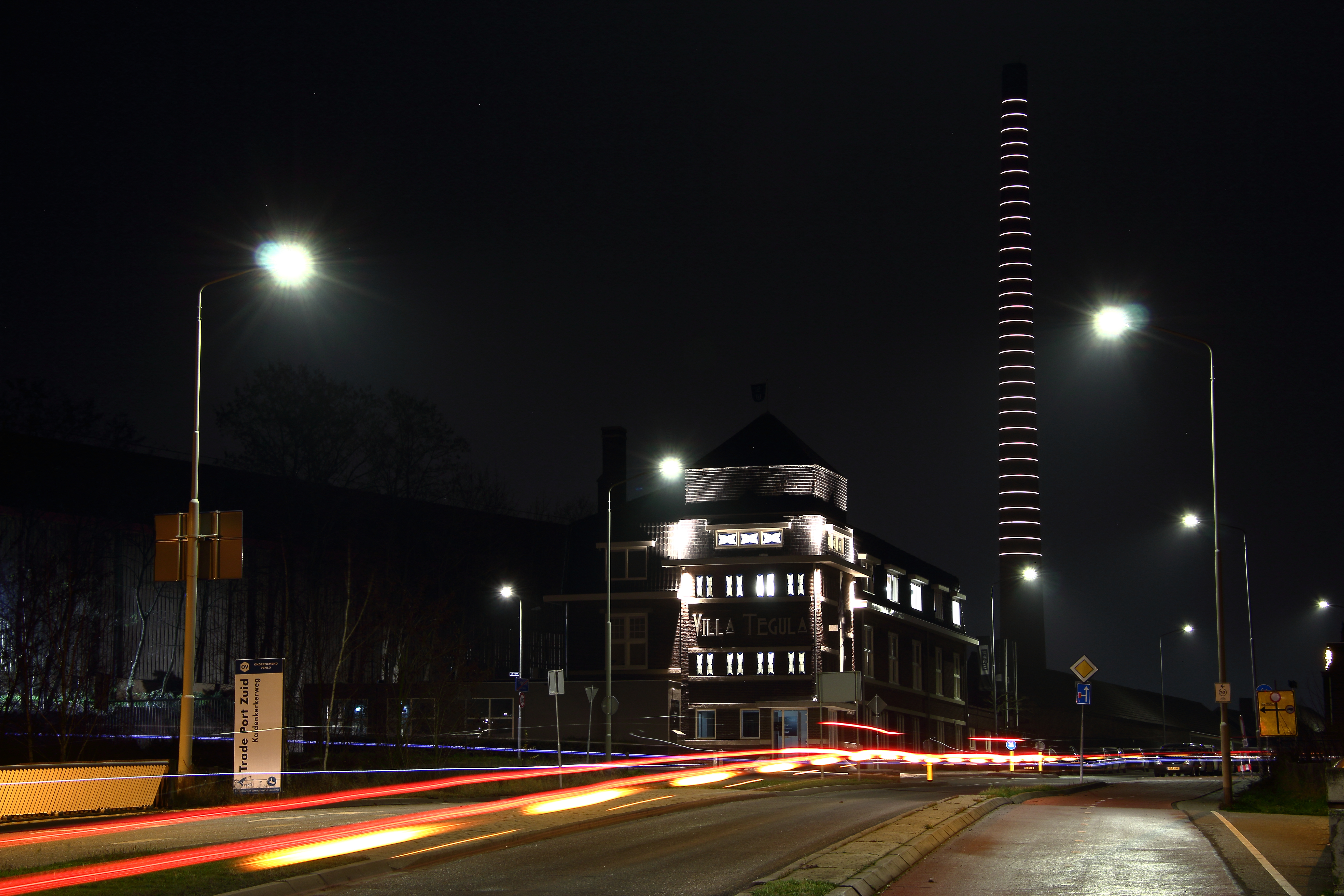
De fabriek met verlichte schoorsteen

Gebr. Teeuwen was een dakpannenfabriek in Tegelen, sinds 2001 een stadsdeel van de gemeente Venlo. De fabriek is sinds 1996 onderdeel van Wienerberger.

## Geschiedenis
Paulus Teeuwen richtte in 1844 een steenbakkerij op in het Engerveld, waar nu de wijk Maasveld I ligt, ten zuiden van de Engerbeek. Hij maakte al zeker tien jaar voor de officiële oprichting bakstenen in veldovens uit de nabijgelegen vette leemafzettingen van de Maas. In 1850 leverde hij bakstenen aan de Tegelse Sint-Martinuskerk. Zijn zoons Paul en Steven plaatsten in 1863 een permanente Kasseler oven en in 1867 richtte Steven een dakpannenfabriek met twee ovens op aan de Kaldenkerkerweg. In 1870 waren er al vijf ovens in gebruik voor de fabricage van dakpannen en plavuizen. In 1880 werd een stoommachine geplaatst. Tussen 1880 en 1905 kocht of pachtte het bedrijf voor de kleiwinning gronden nabij Abdij Ulingsheide.
In 1885 werd in Kaldenkerken vlak bij de grens met Tegelen een tweede dakpannenfabriek gebouwd voor de verkoop van dakpannen op de Duitse markt. Deze kwam kort daarna door vererving in handen van Quirinus Laumans, die met Maria Teeuwen getrouwd was, waarop Teeuwen naast de Laumans-fabriek een nieuwe fabriek bouwde. In 1895 en 1898 werden twee keramische fabrieken in het Duitse Gillrath gekocht, waar gresbuizen werden gefabriceerd. In 1899 werd het bedrijf opgedeeld: de fabrieken in Tegelen en Kaldenkerken kwamen onder de naam Gebr. Teeuwen in handen van Paul en Jos Teeuwen, hun oom Paul en diens zonen Paul en Hubert kregen de fabriek in Gillrath met de naam Paul Teeuwen's Söhne. In 1900 werd een smalspoor met een lengte van 1500m van de fabriek naar de groeve bij Abdij Ulingsheide aangelegd, later werd het spoor verlengd naar de nieuwe groeve ten noorden van de abdij en naar de nieuwe fabriek van Teeuwen in het Duitse Kaldenkerken. Het spoor liep onder het noordelijke smalspoorviaduct van Russel door. Teeuwen was in 1913 het eerste Tegelse bedrijf dat een locomotief kocht om de paarden die tot dan toe de kleilorries trokken te vervangen.
In 1901 werd ca. 3000m smalspoor aangelegd van de fabriek van Timmermans en Teeuwen in Reuver naar het kleiwinningsgebied bij de Icksberg, net over de grens in Duitsland. Paul en Jos Teeuwen kochten in 1902 de baksteenfabriek Teeuwen & Nefkes in Blerick, waarin ze sinds 1897 al een belang hadden. In 1905 werd de gresbuizenfabriek van hun zwager Louis Timmermans in Reuver overgenomen. De Tegelse fabriek werd in 1906 uitgebreid met acht dakpannenovens.
In 1920 werd de fabriek vernieuwd met een grotere stoomketel en een ringoven, in 1926 volgde een tweede ringoven. In 1925 werd het bedrijf omgezet naar een naamloze vennootschap met een aandelenkapitaal van een miljoen gulden. In 1932 bouwde de familie twee monumentale villa's aan de Venloseweg, De Lings en De Zonnegaard. Beide villa's zijn heden gemeentelijke monumenten. In 1940 werd het bedrijf opgedeeld: de ene helft bestond uit de dakpannenfabriek, de andere helft uit de baksteenfabriek in Blerick, de gresbuizenfabriek in Reuver en Teeuwen's handel- en transportmaatschappij in Tegelen.
In de vroege ochtend van 17 augustus 1941 werd de fabriek aan de Kaldenkerkerweg door de Royal Air Force gebombardeerd met brandbommen en brisantbommen, waarbij de fabriek volledig uitbrandde. Ook Villa Leonidas, de villa van de familie Teeuwen aan de Venloseweg ten noorden van Huize Elka werd verwoest.
In 1950 kreeg de fabriek een tunneloven en in 1965 werd een stuk oostelijker aan de Kaldenkerkerweg een deels geautomatiseerde gresbuizenfabriek gebouwd, de N.V. Greswaren Industrie Tegelen. In 1970 werd vanwege de steeds belangrijkere buitenlandse afzet de naam veranderd in "Teewen". In 1971 fuseerden de in 1940 opgedeelde bedrijfsonderdelen weer.  In 1973 werd het bedrijf opgekocht door DSM en in 1982 werden hier enkel nog tegels geproduceerd door het eveneens door DSM overgenomen Mosa.
In 1986 werd Teeuwen gekocht door het Britse Redland, dat tegelijkertijd ook VBB en Braas opkocht. In 1993 kwam de fabriek in handen van Koramic en in 1995 werd deze gesloten. Sinds 1996 is de fabriek onderdeel van Wienerberger. De fabriek werd afgebroken en vervangen door een nieuwe dakpannenfabriek voor de productie van het ook door Wienerberger overgenomen Jos. Kurstjens. Sinds 2003 is de naam van de fabriek Wienerberger Dakpannenfabriek Narvik Tegelen. De door Canoy-Herfkens gebouwde fabrieksschoorsteen van circa 70m hoog werd in 2021 gerestaureerd. Toen werd ook een lichtinstallatie met 32 banden die verschillende kleuren kunnen aannemen geïnstalleerd.